# 北川博敏
北川 博敏（きたがわ ひろとし、1972年5月27日 - ）は、兵庫県伊丹市出身の元プロ野球選手（内野手、捕手）、コーチ。
現役時代には、阪神タイガース、大阪近鉄バファローズ、オリックス・バファローズでプレー。大阪近鉄時代の2001年、パ・リーグ公式戦対オリックス・ブルーウェーブ戦にて代打逆転サヨナラ満塁優勝決定本塁打（釣銭無し）を放ったことで知られる。
2012年に現役を引退してからは、オリックスで一軍・二軍打撃コーチや事業本部企画事業部プロジェクトマネジャー（PM）を務めた。2017年から2019年まで東京ヤクルトスワローズの二軍打撃コーチを担当した後に、2020年から打撃コーチとして阪神に復帰。

## 経歴

### プロ入り前
出生から小学6年生の時まで伊丹市内で過ごした後に、中学1年生から埼玉県志木市へ転居。当初は父親のみ単身赴任するつもりだったが、北川がそれを嫌い号泣しながら引き留めたために一家揃って埼玉に引っ越した。
埼玉県立大宮東高等学校では3年時に主将を務め、夏の埼玉大会決勝戦では本塁打を放つなど、同校初となる全国選手権出場に貢献。三塁手、捕手等どこのポジションでも守り、宗像宣弘監督に「こんなに助かる選手はいない」と重宝された。また、高校の2学年先輩に山口幸司がいた。
卒業後、東都大学野球連盟所属の日本大学に進学し、1学年下の高根澤力と正捕手のポジションを争う。2年秋には門奈哲寛とのバッテリーで真中満主将の下でリーグ優勝を経験。捕手としてレギュラーに定着した3年の春季リーグ戦で打率.471の好成績を残し首位打者を獲得、ベストナインにも選ばれ、同年の日米大学野球選手権大会日本代表に選出された。4年時には主将を務め、日米大学野球日本代表に再選。リーグ通算75試合出場、244打数66安打、打率.270、4本塁打、33打点。
1994年度ドラフト会議にて阪神タイガースから2位指名を受け入団（逆指名）。背番号は9となった。

### 阪神時代
1年目（1995年）のジュニアオールスターでMVPを受賞するなど打力のある捕手として期待されたが、当時チームには関川浩一・矢野輝弘などが活躍しており、北川もセールスポイントの打撃も一軍では結果を出せなかった。1998年には岡田彰布が二軍助監督に就任し（岡田は2010年にオリックスの監督となり北川と再会することになる）、北川は打率.327を記録、ウエスタン・リーグで首位打者争いをしたが結果は3位に終わった（打率1位は近鉄の衣川幸夫、2位は広島・高山健一）。当時は濱中治、関本賢太郎とともにクリーンナップを打つことが多かった。
2000年には野村克也監督の息子・カツノリが加入したこともあり、出場機会に恵まれず7打数無安打に終わった。北川はこの年、シーズンオフに湯舟敏郎・山﨑一玄と共に酒井弘樹・面出哲志・平下晃司との3対3のトレードで大阪近鉄バファローズへ移籍し、背番号も46となった。
野村は、後に出した著書の一冊である『ああ、阪神タイガース』で当時、阪神の中で定詰雅彦と北川は捕手としては論外であったと書いており、両者とも野村が監督の時は出場試合が少なく途中でチームを去っており、野村からの評価は低かった。一方で、二軍監督時代からウエスタン・リーグで北川と対戦していた当時近鉄監督の梨田昌孝は、その北川のバッティングを高く評価しており近鉄編成に強く訴えて獲得に漕ぎ着けたという。

### 近鉄時代
2001年は、この年の1月4日に藤井寺球場で自主トレを開始。北川も「こんなにバットを振ったことはないですね」とコメントするほど練習した。北川は梨田監督に認められて一軍に定着し、4月28日にプロ初本塁打を記録した。5月27日は北川の29歳の誕生日だったが、生まれて初めてサヨナラ安打を放ち、さらにお立ち台で涙を流した。北川はその後2週間後にもサヨナラ打を放ち、さらに9月24日の対西武戦では代打として出場、松坂大輔から本塁打を放ち、勝利に貢献している。これでチームは優勝へのマジックナンバーを1とした。そして9月26日のオリックス・ブルーウェーブ戦で北川はオリックスの守護神・大久保勝信から代打逆転サヨナラ満塁本塁打を放ち、チーム12年ぶりのリーグ優勝を決めた（「北川博敏の代打逆転サヨナラ満塁優勝決定本塁打」も参照。）。ヤクルトとの日本シリーズでは1勝4敗に終わり、日本一を逃したものの全試合に出場して14打数7安打、打率.500の好成績を残した。シーズンでも本塁打は全て代打で放った。
2002年はオープン戦で負傷し、43試合・打率.266・1本塁打・8打点と精彩を欠いた。
2003年は5月25日の試合で不振の中村紀洋に代わって自身初の4番に座るなどして出場99試合、打率.309、13本塁打、50打点の成績を残した。
2004年は打撃を活かすため内野手へ転向。しかし、開幕前に吉岡雄二が負傷したこともあって北川も開幕スターティングメンバーに名を連ね、この年もアテネ五輪に出場した中村の代わりに4番に座っている。この年、在籍する近鉄とオリックスとの球団合併問題が浮上。9月のストライキのあった2試合を除く133試合にフル出場、打率.303・20本塁打・88打点の自己最高成績を収めて規定打席にも初めて到達した。シーズン最終戦だった9月27日の対オリックス戦では4回表に具臺晟からソロ本塁打を放ち、これが大阪近鉄バファローズ最後の本塁打・打点となった。北川もシーズン終了後、大阪近鉄の合併消滅に伴い発足した新球団・東北楽天ゴールデンイーグルスとの選手分配ドラフトを経てオリックスに所属することとなり、背番号も23となった。

### オリックス時代
2005年は「5番・一塁手」として開幕スタメンに名を連ね、第2戦の対西武戦では7回表にオリックス・バファローズ第1号本塁打となる3点本塁打を長田秀一郎から放った。チームの主軸・ムードメーカーとしての期待に応え、成績は前年に比べて打率こそ落ち込んだものの、チームトップの打点を記録するなど主軸としての活躍を見せた。
2006年も開幕から中軸打者として活躍したが、シーズン中盤の試合中にダイビングキャッチを試みた際に右肩を損傷。右肩関節唇損傷で選手生命を左右するほどの重傷と判明するが、8月13日の福岡ソフトバンクホークス戦まで強行出場した。その後、一軍登録抹消されて同月17日に手術を受け、残りの試合は欠場した。
2007年は選手会長に就任し、故障も癒えて引き続き主軸として5番を任された。チームは3年ぶりの最下位と低迷したものの9本塁打を放ち、右肩の故障からの復活を果たした。
2008年は春季キャンプ中に肉離れをおこし、開幕二軍スタートとなった。4月29日の楽天戦より一軍に合流。グレグ・ラロッカの離脱に伴い、三塁手で起用されることとなった。5月16日の対ロッテ戦では、渡辺俊介から2打席連続本塁打を放ち、自己最多の1試合6打点を記録した。しかし夏場以降は調子を落とし、復帰直後は5番だった打順も終盤は6・7番あたりに下げられるケースが多くなる。得点圏打率も.244と伸び悩み、規定打席にも2年ぶりに到達しないなど、自身にとって不本意なシーズンとなった。一方で2005年以来の2桁本塁打を放ち、2年連続で犠牲フライ数がリーグトップを記録した。
2009年はホセ・フェルナンデスの加入、ラロッカの復調により前年より更に先発出場が困難になった。主に右の代打を務めつつも、外国人4人が次々に戦線離脱したためシーズン最後までスタメンに名を連ねた。だが、打率以外のほとんどの面で前年の成績を下回り、本塁打は2本に終わった。
2010年は開幕戦を4番・DHのスタメン出場で迎えた。本職である一塁手はアレックス・カブレラやT-岡田に奪われ、DHでの出場が多かったが、打撃ではハイアベレージを記録。6月2日の中日ドラゴンズ戦では、7点ビハインドの8回裏に3点返したあとの無死満塁の打席で、髙橋聡文から同点満塁本塁打を放ち、チームのサヨナラ勝ちに貢献した。その後も北川は主力打者として活躍し続けたが、8月13日から登録抹消はされなかったものの10試合を欠場した。これは7月14日のロッテ戦で左脛に自打球を当てた影響で、蜂窩(ほうか)織炎による発熱を発症したためであった。復帰後は9月に100本塁打、1000本安打と節目の記録を次々と達成した。最終的には119試合に出場して打率.306、12本塁打61打点の成績を収めた。
2011年はキャンプ中に左腓骨骨折と肉離れを併発する。その後震災の影響で開幕が遅れたこともあり、開幕戦の復帰には間に合ったものの、完治していない状態で強行出場することとなる。主に「5番・指名打者」・代打で出場し、6月12日の巨人戦では8回裏に澤村拓一から決勝2点本塁打を放つ活躍も見せた。しかし6月26日にロッテ戦（千葉マリンスタジアム）で7回表に左翼線に安打を放ったものの、二塁への走塁中に左足を負傷したため、途中交代後にベンチ裏で応急処置を施された上で試合後に帰阪した。診断の結果、全治6か月のアキレス腱断裂の大怪我であったため翌日縫合手術が行われた。この結果、残りシーズンを棒に振った。
2012年も開幕一軍入りを果たし、6月5日のヤクルト戦（京セラドーム）で8回裏に押本健彦からアキレス腱断裂後初の本塁打を放つ。試合後のヒーローインタビューは「2対0からだったから」と辞退し、報道陣が集まったことに対して北川は「まるで引退する時みたい。まだやめませんよ」とコメントしたが、結果としてこれが北川の現役最後の本塁打となった。7月16日に登録抹消され、北川はこの時「もう潮時かな」という気持ちになったことを引退試合後の会見時に述べている。10月3日に現役引退を発表し、10月7日の本拠地最終戦の対西武戦（京セラドーム）を引退試合として「5番・一塁手」として先発出場し、5回裏二死二塁の場面でレフトオーバー適時二塁打を放った。

### 現役引退後
2012年11月4日にオリックスの二軍打撃コーチへ就任することが球団から発表。背番号は85。2014年のシーズン終了まで務めた。
2014年11月1日付で、オリックスの事業本部企画事業部プロジェクトマネジャー（PM）に転身。自身初のフロント業務で、少年野球の指導や、新規ファンの開拓に向けたPR、京セラドーム大阪内の有料見学ツアー（ドームツアー）のガイドなどに携わっていた。球団では、北川のPM就任を機にPMとしての北川の公式ブログ「PEI's TIME」を公式サイト内に開設。2015年のプロ野球シーズン中には、J SPORTSの球団主管試合中継や、東日本放送制作のオリックス戦中継で随時解説を担当した。同年4月からTwellVで放送を開始した球団情報番組「オリックス日和」では、元BsGirlsリーダーでキッズチアインストラクターのKYOKOと共に、MCを務めていた。
2015年10月14日、オリックスの一軍打撃コーチへ就任することが球団から発表。自身2年ぶりの現場復帰を果たしたが、翌2016年3月までは、『オリックス日和』のMCも続けていた。同年10月2日付で退団した後に、2017年から2019年まで、大学の先輩である真中監督率いるヤクルトで二軍の打撃コーチを担当。背番号は引き続き85を背負った。コーチ2年目の2018年に九州学院高等学校から入団した村上宗隆を短期間で一軍の主力打者に育て上げた手腕を買われ、2020年に阪神タイガースの二軍打撃コーチへ招聘された。阪神には現役選手時代以来19年ぶりの復帰で、背番号は80。2021年シーズンからは一軍を担当していたが、2023年からは二軍打撃コーチに配置転換され、岡田彰布の監督就任に伴い背番号は91に変更。
2025年からは二軍打撃チーフコーチに配置転換された。

## プレースタイル
驚異的な勝負強さが魅力の強打者。勝負強さを引き出す秘訣として「思い切りの良さ、結果を気にしないこと、いかに平常心でいられるか」と語っている。
バントは高校時代に猛練習をしたことから自信を持っており、実際に試合でも決めている。
近鉄時代の打撃コーチだった正田耕三は「（北川は）練習でやったことを試合で出せるタイプ。代打出場でも場面、対戦相手など頭に入れ冷静に準備ができる」と北川を評している。
元々のポジションである捕手は内野手転向後は守る機会が減った。ただし、2004年に捕手を使い果たした試合で近鉄の梨田監督が「延長戦となったら北川を捕手で使うつもりだった。久々に北川の捕手が見られると思ったのに（同点に追い付けず敗れて）残念」と語っている。

## 人物
北川は常に笑顔を絶やさず、阪神時代からスマイリーの愛称を持ち、顔が似ていることからアンパンマンとも言われている。また自身のヒッティングマーチにもあるように近鉄時代の優勝を決めた代打逆転サヨナラ満塁優勝決定本塁打のインパクトの強さから「奇跡を呼び込む男」と呼ばれていた（具体的にはヒッティングマーチの歌詞がこの一打により、翌2002年から上記のフレーズが入ったものに変更になった。結果的に一振りで歌詞が変わってしまうという極めて稀なことが起こっている）。
近鉄在籍時の2003年から兵庫県伊丹市出身のスポーツ選手で結成されたNPO法人「伊丹アスリートクラブ」の理事としても活動。オフシーズンには市内でイベントを開いている。オリックス時代にはシーズン中に「北川本塁打基金」（本拠地への招待企画）を実施していた。
ひょうきんな性格で知られ、近鉄時代の2003年から現役を引退するまでは「逆転イッパツマン」（タイムボカンシリーズ）のオープニングテーマ曲を本拠地でのバッティングテーマ曲に用いていた（球団合併後の2009年以降はチャンス時のみ。）。2002年は「KC&ザ・サンシャイン・バンド」の「That's the way (I Like It) 」だった。
趣味は釣り・ザリガニ飼育でオフには自身のブログにその様子を掲載している。
好きなアーティストはスピッツで、北川もオリックス移籍後の2009年から現役引退までスピッツの楽曲をバッティングテーマ曲に用いていた。またスピッツのライブにも度々訪れている。メンバーの草野マサムネとは交流も深く、ブログにも登場している。

### 代打逆転サヨナラ満塁優勝決定本塁打
2001年9月26日、近鉄は本拠地・大阪ドームで同年度最終戦となる対オリックス・ブルーウェーブ戦を迎えた。近鉄が1回に先制したが、先発のショーン・バーグマンが5回までに吉岡雄二の2失策もあり、4失点する。近鉄は7回に川口憲史の本塁打で反撃するも、9回表には岡本晃が相川良太に本塁打を打たれ、9回表終了時点でのスコアは2対5とオリックスに3点をリードされていた。
オリックスは8回途中から守護神・大久保勝信を送る。9回裏、近鉄は先頭の6番吉岡が出塁、続く7番川口が二塁打、8番ショーン・ギルバートのところで代打の益田大介が四球を選んで無死満塁とした。ここで最初から近鉄の梨田監督は、「アイツしかいない。今年のアイツは何かをやる」として、この試合3打席凡退だった古久保健二の代打として北川を打席に送る。
北川は満塁となった状況、さらには元々7回の古久保の打順で代打に送られる予定が川口の本塁打で変更になったというタイミングもあり、「初球のど真ん中の直球にまったく動けなかった」という。そしてカウント0ボール2ストライクからの3球目を見送ったところで「球の見極めはできていると確信し、これで地に足がつきましたね」とコメントしている。
カウント1ボール2ストライクとなった4球目。大久保が「真っ直ぐ狙いのような気がした。スライダーで打ち取ろうと思った」として投じたスライダーが真ん中に入り、北川は「（大久保の手から）球が離れた瞬間、これはと感じて素直に振りぬいた」「打った瞬間、野手の間は抜けると思ったが、本塁打になるとは思ってなかった」とした打球はバックスクリーン左横に飛びこむ、日米プロ野球初となる「釣銭無し」＋「優勝決定」の「代打逆転サヨナラ満塁本塁打」になった。優勝決定に限定せず、「釣銭無しの代打逆転サヨナラ満塁本塁打」としても45年ぶり2人目。「代打逆転サヨナラ満塁本塁打」としては6人目、近鉄では1984年の柳原隆弘以来2人目となった。最終的なスコアは6対5、チームのパ・リーグ優勝が決定した。

## 詳細情報

### 年度別打撃成績
| 年 度      | 球 団      | 試 合 | 打 席 | 打 数 | 得 点 | 安 打 | 二 塁 打 | 三 塁 打 | 本 塁 打 | 塁 打 | 打 点 | 盗 塁 | 盗 塁 死 | 犠 打 | 犠 飛 | 四 球 | 敬 遠 | 死 球 | 三 振 | 併 殺 打 | 打 率 | 出 塁 率 | 長 打 率 | O P S |
| ---------- | ---------- | ----- | ----- | ----- | ----- | ----- | -------- | -------- | -------- | ----- | ----- | ----- | -------- | ----- | ----- | ----- | ----- | ----- | ----- | -------- | ----- | -------- | -------- | ----- |
| 1995       | 阪神       | 13    | 21    | 16    | 1     | 2     | 0        | 0        | 0        | 2     | 0     | 0     | 0        | 2     | 0     | 3     | 0     | 0     | 4     | 1        | .125  | .263     | .125     | .388  |
| 1996       | 阪神       | 28    | 32    | 29    | 4     | 6     | 1        | 0        | 0        | 7     | 1     | 0     | 0        | 0     | 0     | 3     | 0     | 0     | 5     | 0        | .207  | .281     | .241     | .523  |
| 1997       | 阪神       | 2     | 2     | 2     | 0     | 0     | 0        | 0        | 0        | 0     | 0     | 0     | 0        | 0     | 0     | 0     | 0     | 0     | 1     | 0        | .000  | .000     | .000     | .000  |
| 1998       | 阪神       | 8     | 19    | 18    | 1     | 1     | 1        | 0        | 0        | 2     | 1     | 0     | 0        | 0     | 0     | 1     | 0     | 0     | 1     | 0        | .056  | .105     | .111     | .216  |
| 1999       | 阪神       | 39    | 74    | 66    | 4     | 10    | 3        | 0        | 0        | 13    | 1     | 0     | 0        | 5     | 0     | 2     | 0     | 1     | 10    | 2        | .152  | .188     | .197     | .385  |
| 2000       | 阪神       | 10    | 8     | 7     | 0     | 0     | 0        | 0        | 0        | 0     | 0     | 0     | 0        | 0     | 0     | 1     | 0     | 0     | 0     | 0        | .000  | .125     | .000     | .125  |
| 2001       | 近鉄       | 81    | 229   | 200   | 27    | 54    | 14       | 1        | 6        | 88    | 35    | 2     | 0        | 1     | 1     | 25    | 0     | 2     | 29    | 13       | .270  | .355     | .440     | .795  |
| 2002       | 近鉄       | 43    | 99    | 94    | 7     | 25    | 7        | 1        | 1        | 37    | 8     | 0     | 0        | 0     | 0     | 4     | 0     | 1     | 16    | 2        | .266  | .303     | .394     | .697  |
| 2003       | 近鉄       | 99    | 359   | 317   | 57    | 98    | 23       | 1        | 13       | 162   | 50    | 5     | 0        | 1     | 3     | 37    | 0     | 1     | 38    | 7        | .309  | .380     | .511     | .891  |
| 2004       | 近鉄       | 133   | 580   | 508   | 75    | 154   | 27       | 0        | 20       | 241   | 88    | 7     | 2        | 4     | 2     | 62    | 3     | 4     | 70    | 15       | .303  | .382     | .474     | .856  |
| 2005       | オリックス | 127   | 487   | 444   | 57    | 115   | 28       | 1        | 16       | 193   | 67    | 3     | 3        | 1     | 2     | 36    | 2     | 4     | 64    | 11       | .259  | .319     | .435     | .754  |
| 2006       | オリックス | 100   | 403   | 373   | 39    | 108   | 29       | 2        | 8        | 165   | 55    | 2     | 2        | 0     | 3     | 23    | 2     | 4     | 47    | 8        | .290  | .335     | .442     | .777  |
| 2007       | オリックス | 144   | 602   | 557   | 60    | 156   | 23       | 1        | 9        | 208   | 61    | 4     | 2        | 0     | 7     | 31    | 1     | 7     | 79    | 23       | .280  | .322     | .373     | .696  |
| 2008       | オリックス | 105   | 399   | 343   | 41    | 91    | 24       | 0        | 13       | 154   | 49    | 4     | 2        | 2     | 10    | 37    | 3     | 7     | 51    | 8        | .265  | .340     | .449     | .789  |
| 2009       | オリックス | 103   | 302   | 267   | 29    | 73    | 18       | 0        | 2        | 97    | 31    | 0     | 0        | 4     | 6     | 19    | 1     | 6     | 37    | 9        | .273  | .329     | .363     | .692  |
| 2010       | オリックス | 119   | 403   | 362   | 42    | 111   | 25       | 0        | 12       | 172   | 61    | 2     | 1        | 0     | 6     | 28    | 0     | 7     | 65    | 6        | .307  | .362     | .475     | .837  |
| 2011       | オリックス | 51    | 172   | 159   | 11    | 41    | 11       | 0        | 1        | 55    | 17    | 0     | 0        | 1     | 2     | 8     | 0     | 2     | 23    | 4        | .258  | .298     | .346     | .644  |
| 2012       | オリックス | 59    | 159   | 140   | 9     | 31    | 6        | 0        | 1        | 40    | 11    | 0     | 0        | 0     | 2     | 17    | 0     | 0     | 23    | 3        | .221  | .302     | .286     | .588  |
| 通算：18年 | 通算：18年 | 1264  | 4350  | 3902  | 464   | 1076  | 240      | 7        | 102      | 1636  | 536   | 29    | 12       | 21    | 44    | 337   | 12    | 46    | 563   | 112      | .276  | .337     | .419     | .756  |

- 各年度の太字はリーグ最高

### 年度別守備成績
内野守備
| 年 度 | 球 団      | 一塁  | 一塁  | 一塁  | 一塁  | 一塁  | 一塁     | 三塁  | 三塁  | 三塁  | 三塁  | 三塁  | 三塁     |
| 年 度 | 球 団      | 試 合 | 刺 殺 | 補 殺 | 失 策 | 併 殺 | 守 備 率 | 試 合 | 刺 殺 | 補 殺 | 失 策 | 併 殺 | 守 備 率 |
| ----- | ---------- | ----- | ----- | ----- | ----- | ----- | -------- | ----- | ----- | ----- | ----- | ----- | -------- |
| 1996  | 阪神       | -     | -     | -     | -     | -     | -        | 6     | 1     | 1     | 0     | 1     | 1.000    |
| 1999  | 阪神       | 4     | 25    | 5     | 0     | 3     | 1.000    | -     | -     | -     | -     | -     | -        |
| 2000  | 阪神       | 3     | 2     | 0     | 0     | 0     | 1.000    | -     | -     | -     | -     | -     | -        |
| 2001  | 近鉄       | 16    | 144   | 4     | 0     | 10    | 1.000    | -     | -     | -     | -     | -     | -        |
| 2002  | 近鉄       | 1     | 1     | 0     | 0     | 0     | 1.000    | -     | -     | -     | -     | -     | -        |
| 2003  | 近鉄       | 58    | 453   | 35    | 1     | 45    | .998     | -     | -     | -     | -     | -     | -        |
| 2004  | 近鉄       | 133   | 1347  | 85    | 6     | 121   | .996     | -     | -     | -     | -     | -     | -        |
| 2005  | オリックス | 121   | 1070  | 71    | 8     | 104   | .993     | -     | -     | -     | -     | -     | -        |
| 2006  | オリックス | 76    | 706   | 62    | 0     | 60    | 1.000    | -     | -     | -     | -     | -     | -        |
| 2007  | オリックス | 140   | 1307  | 84    | 3     | 104   | .998     | -     | -     | -     | -     | -     | -        |
| 2008  | オリックス | 24    | 117   | 10    | 0     | 8     | 1.000    | 87    | 37    | 129   | 10    | 10    | .943     |
| 2009  | オリックス | 42    | 289   | 24    | 1     | 31    | .997     | 35    | 26    | 46    | 5     | 7     | .935     |
| 2010  | オリックス | 38    | 290   | 27    | 4     | 24    | .988     | -     | -     | -     | -     | -     | -        |
| 2011  | オリックス | 6     | 41    | 0     | 0     | 5     | 1.000    | -     | -     | -     | -     | -     | -        |
| 2012  | オリックス | 1     | 8     | 1     | 0     | 1     | 1.000    | -     | -     | -     | -     | -     | -        |
| 通算  | 通算       | 663   | 5800  | 408   | 23    | 516   | .996     | 128   | 64    | 176   | 15    | 18    | .941     |

捕手守備
| 年 度 | 球 団 | 捕手  | 捕手  | 捕手  | 捕手  | 捕手  | 捕手  | 捕手     | 捕手     | 捕手     | 捕手     | 捕手     |
| 年 度 | 球 団 | 試 合 | 刺 殺 | 補 殺 | 失 策 | 併 殺 | 捕 逸 | 守 備 率 | 企 図 数 | 許 盗 塁 | 盗 塁 刺 | 阻 止 率 |
| ----- | ----- | ----- | ----- | ----- | ----- | ----- | ----- | -------- | -------- | -------- | -------- | -------- |
| 1995  | 阪神  | 13    | 43    | 5     | 1     | 0     | 0     | .980     | 13       | 11       | 2        | .154     |
| 1998  | 阪神  | 7     | 20    | 3     | 1     | 0     | 0     | .958     | 2        | 1        | 1        | .500     |
| 1999  | 阪神  | 23    | 89    | 11    | 0     | 4     | 3     | 1.000    | 12       | 6        | 6        | .500     |
| 2000  | 阪神  | 1     | 1     | 0     | 0     | 0     | 0     | 1.000    | 0        | 0        | 0        | -        |
| 2001  | 近鉄  | 55    | 211   | 8     | 2     | 3     | 2     | .991     | 30       | 25       | 5        | .167     |
| 2002  | 近鉄  | 18    | 35    | 2     | 4     | 0     | 0     | .902     | 12       | 12       | 0        | .000     |
| 2003  | 近鉄  | 15    | 40    | 4     | 0     | 1     | 0     | 1.000    | 9        | 6        | 3        | .333     |
| 通算  | 通算  | 132   | 439   | 33    | 8     | 8     | 5     | .983     | 78       | 61       | 17       | .218     |

### 表彰
- JA全農Go・Go賞（最多二・三塁打賞：2006年8月）
- ジュニアオールスターMVP（1995年）
- ベスト・ファーザー イエローリボン賞 in 「プロ野球部門」（2008年）

### 記録
初記録
- 初出場：1995年8月16日、対ヤクルトスワローズ23回戦（明治神宮野球場）、9回裏に捕手として出場
- 初安打：1995年8月27日、対読売ジャイアンツ23回戦（阪神甲子園球場）、3回裏に槙原寛己から
- 初先発出場：1995年8月20日、対横浜ベイスターズ17回戦（横浜スタジアム）、「6番・捕手」として先発出場
- 初打点：1996年8月16日、対中日ドラゴンズ18回戦（ナゴヤ球場）、9回表に中山裕章から
- 初本塁打：2001年4月28日、対福岡ダイエーホークス5回戦（福岡ドーム）、7回表に斉藤和巳から左越ソロ
- 初盗塁：2001年6月20日、対西武ライオンズ16回戦（西武ドーム）、6回表に二盗（投手：青木勇人、捕手：田原晃司）

節目の記録
- 1000試合出場：2009年8月6日、対東北楽天ゴールデンイーグルス13回戦（京セラドーム大阪）、「5番・三塁手」として先発出場 ※史上432人目
- 100本塁打：2010年9月11日、対東北楽天ゴールデンイーグルス23回戦（クリネックススタジアム宮城）、9回表に小山伸一郎から左越ソロ ※史上262人目
- 1000安打：2010年9月21日、対北海道日本ハムファイターズ23回戦（札幌ドーム）、9回表に武田久から中前適時打 ※史上261人目

その他の記録
- 代打逆転サヨナラ満塁本塁打：2001年9月26日、対オリックス・ブルーウェーブ26回戦（大阪ドーム）、9回裏、大久保勝信から中越サヨナラ満塁本塁打 ※史上6人目、優勝決定は史上初
- 全球団から本塁打：2008年6月23日、対東京ヤクルトスワローズ4回戦（明治神宮野球場）、9回表に林昌勇から左越ソロ ※史上14人目

### 背番号
- 9（1995年 - 2000年）
- 46（2001年 - 2004年）
- 23（2005年 - 2012年）
- 85（2013年 - 2014年、2016年 - 2019年）
- 80（2020年 - 2022年）
- 91（2023年 - ）

### 登場曲
- 映画『ライオン・キング』テーマ曲[43]